# 約旦海龍
約旦海龍（学名：Syngnathus safina），為輻鰭魚綱棘背魚目海龍魚科海龍屬的其中一種，該物種分布於紅海阿卡巴灣海域，棲息在海草床，雄性通常將卵存在孵育囊裡。